# Marumo Gallants Football Club
O Marumo Gallants Football Club é um clube de futebol da África do Sul, da cidade de Polokwane, na província de Limpopo.  A equipe compete na Campeonato Sul-Africano de Futebol (PSL) depois de ter adquirido a licença de status do Tshakuma Tsha Madzivhandila durante a temporada 2020–21.